# Quturğan
Quturğan è un comune dell'Azerbaigian situato nel distretto di Qusar.